# Фішбах-Оберраден
Фішбах-Оберраден (нім. Fischbach-Oberraden) — громада в Німеччині, розташована в землі Рейнланд-Пфальц. Входить до складу району Бітбург-Прюм. Складова частина об'єднання громад Зюдайфель.
Площа — 6,67 км2. Населення становить 57 ос. (станом на 31 грудня 2020).

## Галерея

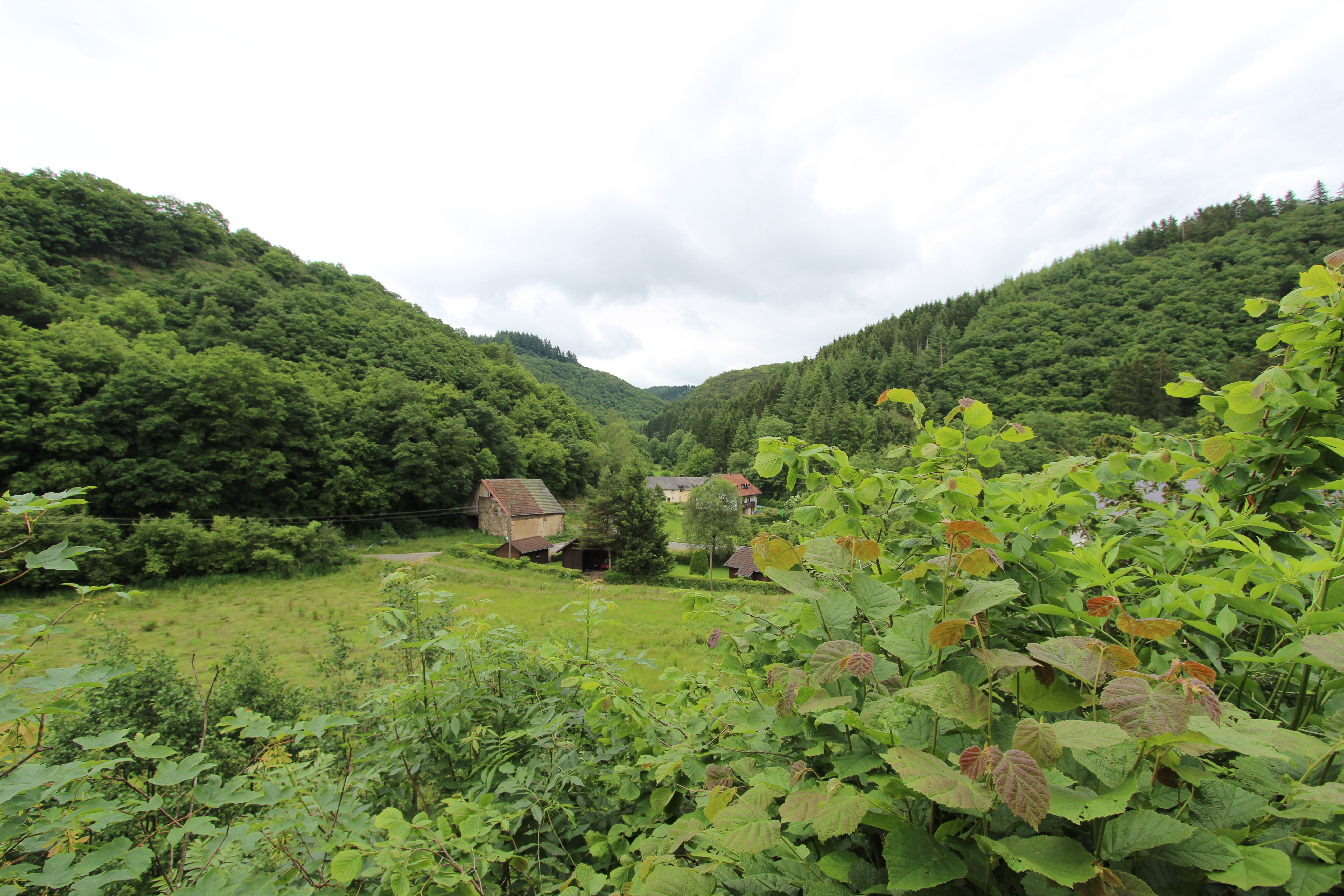
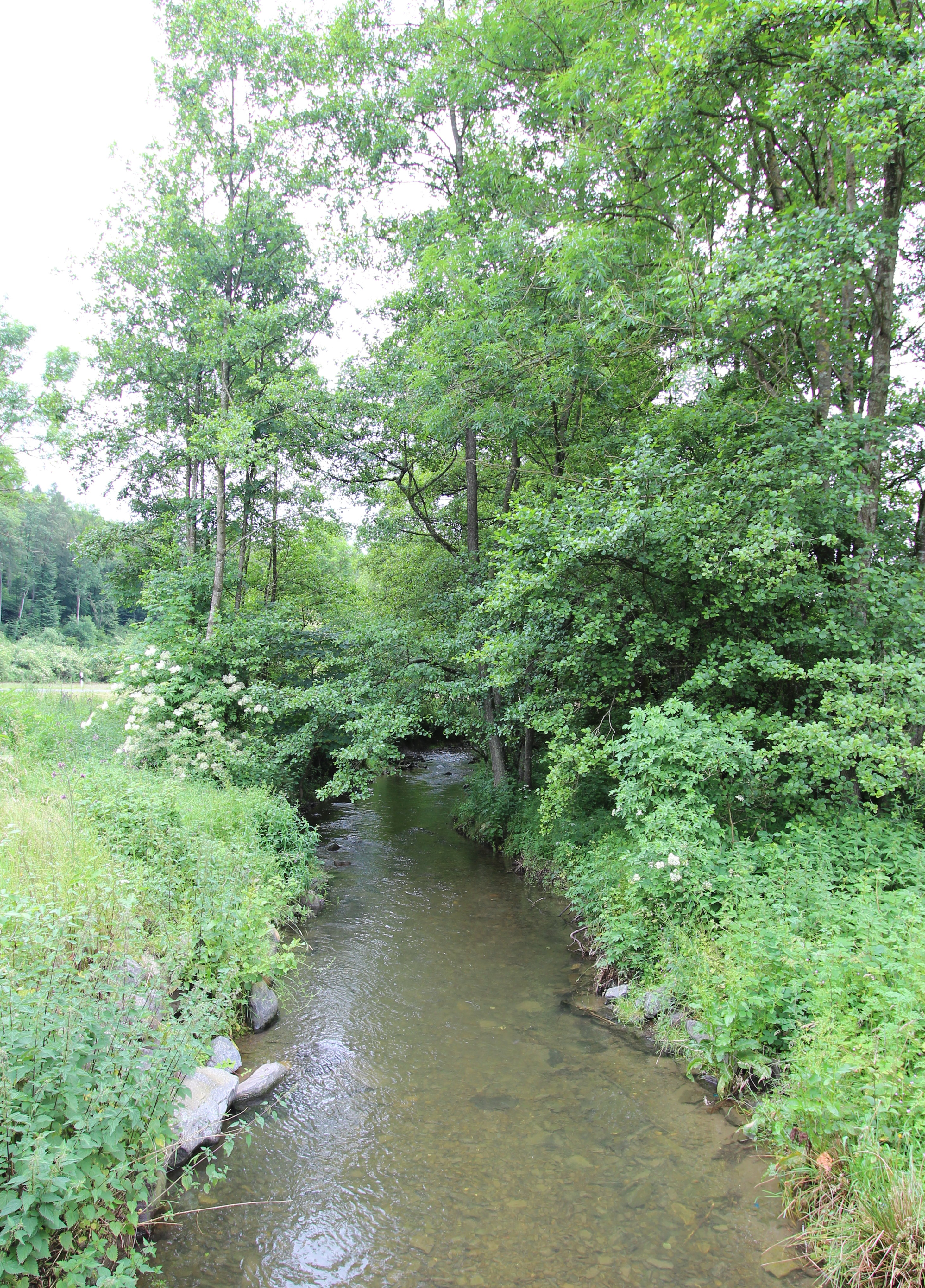
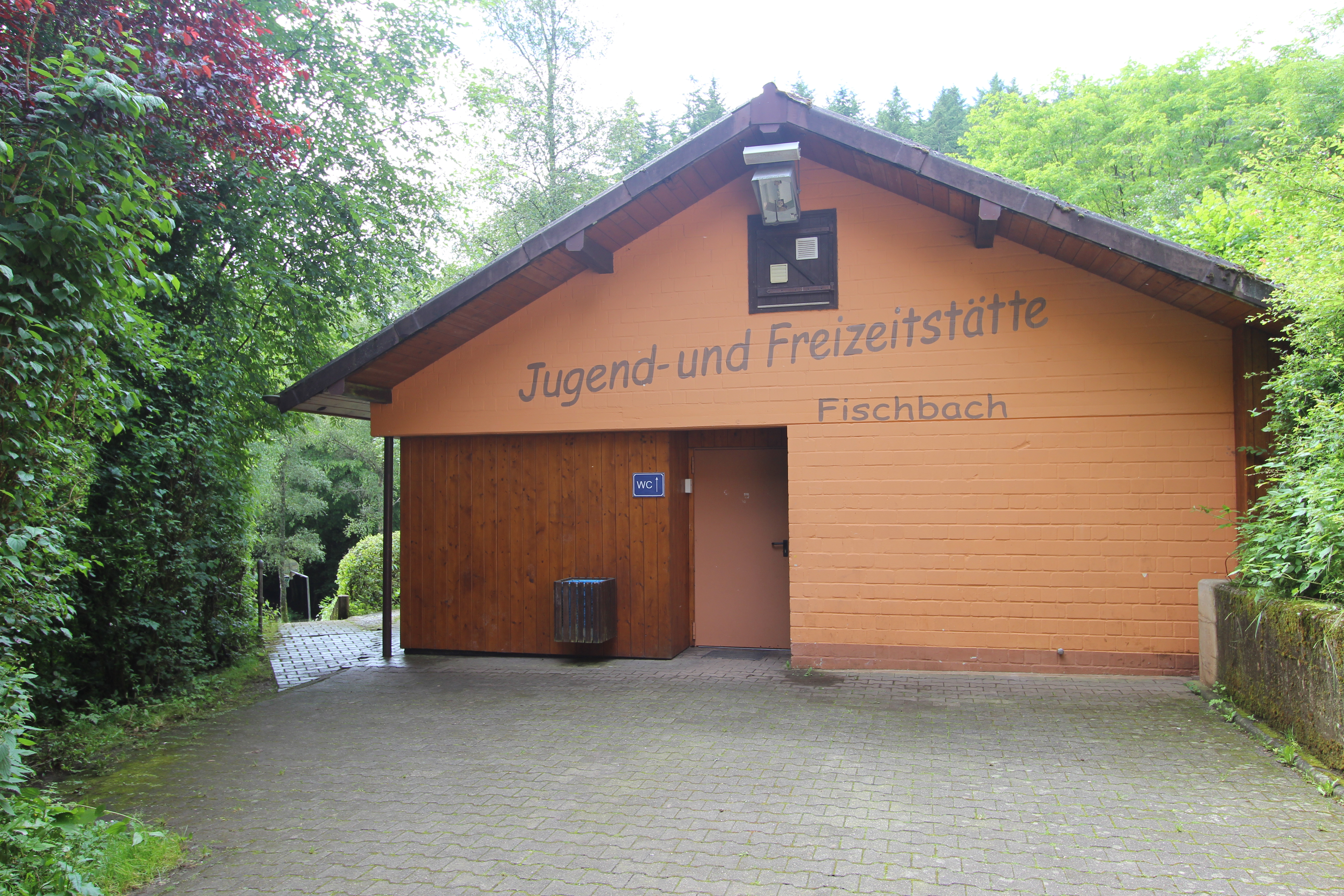